# Cleonymia mauretaniae
Cleonymia mauretaniae är en fjärilsart som beskrevs av Rothschild 1920. Cleonymia mauretaniae ingår i släktet Cleonymia och familjen nattflyn. Inga underarter finns listade i Catalogue of Life.